# Религия в Сомали
| Религия в Сомали | Религия в Сомали | Религия в Сомали | Религия в Сомали | Религия в Сомали |
| Религия          |                  |                  | Процент          |                  |
| ---------------- | ---------------- | ---------------- | ---------------- | ---------------- |
| Ислам            |                  |                  | 99 %             |                  |
| Христианство     |                  |                  | 0.8 %            |                  |
| Другие           |                  |                  | 0.2 %            |                  |

Религия в Сомали — совокупность религиозных верований, присущих народам этой страны.

## История

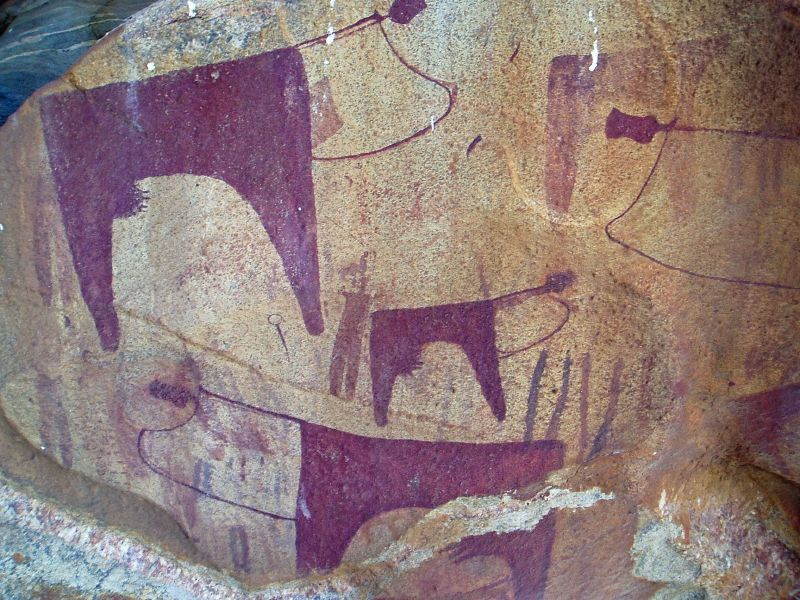
Наскальные рисунки в Лаас-Гаале, 9-8 тыс. до н. э.

Народы Сомали в доисламский период исповедовали формально монотеистическую религию, в которой, тем не менее присутствовало множество второстепенных божеств. Позже они были заменены одним высшим существом, называемым Eebe (Бог, также известным как Waaq). Поддержание Вселенной в равновесии в сомалийских мифах объяснялась любовью между Быком и Коровой. Вселенная, как говорили предания, удерживалась на рогах быка. Всякий раз, когда любовь Быка к Корове угасала, на Земле случались стихийные бедствия и катастрофы. Религиозные храмы начиная с древности известны, как taalo, важные церемонии в них проводились во главе со священниками qallu.
В период расцвета Аксумского царства (Древняя Эфиопия, IV—VI века н. э.) под его власть подпадает северная часть Сомали. В 333 году в Аксуме как государственная религия было принято христианство. Однако в VII веке на Африканском роге началось распространение ислама, который в конечном итоге стал господствующей религией на территории Сомали.

## Ислам

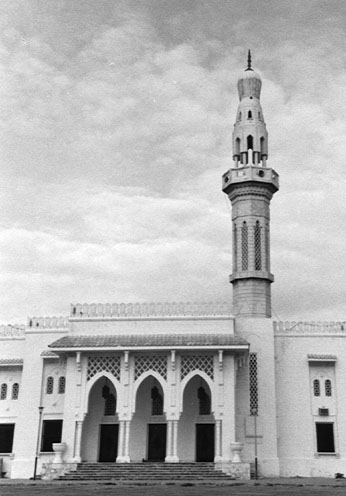
Мечеть исламской солидарности в Могадишо

Ислам в Сомали является государственной религией. По разным данным от 99 % до 99,8 % населения страны исповедует ислам, большинство мусульман сунниты шафиитского мазхаба. В Сомали действуют законы шариата. Временная Конституция Сомали, принятая в 2012 году, также определяет ислам как государственную религию Федеративной Республики Сомали и исламский шариат как основной источник национального законодательства. В Конституции также предусматривается, что закон, который не соответствует основным принципам шариата, также может быть принят. Шариат ограничивает свободу вероисповедания в этой стране.

## Христианство

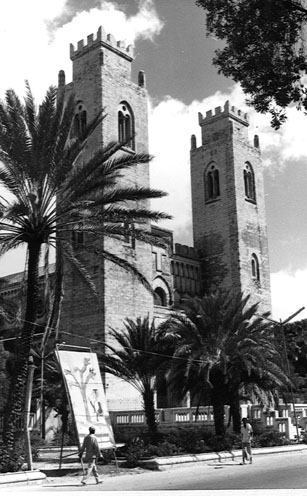
Кафедральный собор Могадишо

Христианство в Сомали исповедует около 10 тыс. человек, что составляет около 0.8% населения этой страны. Христиане Сомали относятся в основном к этническим меньшинствам из племен банту или являются потомками итальянских колонистов. Большинство христиан в Сомали являются последователями Эфиопской православной церкви, также есть около сотни католиков, относящихся к епархии Могадишо. Также есть небольшое количество представителей англиканской церкви, меннонитов и адвентистов седьмого дня.

## Традиционные верования
По данным Исследовательского центра Pew Research Center, менее 0,1% населения Сомали в 2010 году были приверженцами традиционных народных религий. В основном это представители некоторых не сомалийских групп этнических меньшинств в южных районах страны, которые практикуют анимизм. В случае с банту эти религиозные традиции были унаследованы от своих предков в Юго-Восточной Африке и включают практику владения танцами и использование магии и проклятий.

## Прочие религии Сомали
По данным Исследовательского центра Pew Research Center, менее 0,1% населения Сомали в 2010 году были приверженцами индуизма, буддизма или атеистами.